# Antonio Velasco Zazo
Antonio Velasco Zazo (Madrid, 1884-Madrid, 26 de diciembre  de 1960) fue un escritor y periodista español, cronista de la villa de Madrid.

## Biografía
Nacido en 1884 en Madrid, fue cronista de la villa de Madrid, labor que compartió con Pedro de Répide. Fue presidente de la Sociedad Económica de Amigos del País de Madrid y patrono del Museo Municipal. También fue comendador de la Orden de Isabel la Católica y comendador de la Orden de Alfonso X el Sabio, y estaba en posesión  de la Medalla de Madrid. Fundador en Madrid de la Asociación de la Capa (denominada "La Capa") en el año 1928 y dedicada íntegramente a la difusión de la capa española como parte de la indumentaria popular madrileña. Velasco Zazo, que residía en el número 8 de la calle de Luis Vélez de Guevara, falleció en la madrugada del 26 de diciembre de 1960, en su ciudad natal, y fue enterrado en el cementerio de San Isidro.
Julio Cejador le describía como «madrileño, pintor y novelista de costumbres de la gente del bronce y chulapona de Madrid antes de Répide, escribe en estilo y lenguaje llano, con poca complicación de trama, á brochazos, describiendo lugares y tipos generales más bien que tallando caracteres. Ha escrito también para el teatro. Si no trabajara tan de prisa, sino condensando y desmenuzando las almas, sería un gran novelista; pero sólo rasguña la superficie».
Entre sus obras se encontraron títulos como Sangre joven (novela, 1904), El teatro por dentro, artículos y biografías (1906), Mujer de teatro (novela, 1908), La esencia de lo chulo (leyenda, 1908), Las chulas de Morería (leyenda, 1911), Del barrio moro (leyenda, 1911), Espejo de pícaros (novela, 1912), La Rubia de Naranjeros (novela, 1913), La villa de Manzanares, artículos de otro tiempo (1913), La flor de la corte, artículos de otro tiempo (19T4), La majeza de mi tiempo (novela, 1915), A tontas y a locas (novela, 1916), El Madrid de Alfonso XIII (memorias, 1917, 1918), Anales y rutinas de Madrid (1919), Aquel Madrid y aquellos días (1919), Teatro: Andrés, cuadro dramático (1902), Hacia la cumbre, impresión dramática (1906), La reina de los Mayos (zarzuela, 1911), Mal vivir (drama, 1912), Vidas sombrías (drama, 1912), El Chavalillo (sainete lírico, 1914), El sainete y don Ramón de la Cruz (conferencia, 1914) y Tonadillas y comediantes (conferencia, 1915).